# 辛少波
辛少波（1914年—2007年11月27日），曾用名辛大法，男，山东莱阳人，中华人民共和国政治人物。

## 生平
1937年7月，加入八路军。1938年1月，加入中国共产党。初期在莱阳参加抗日救国的宣传发动和组织工作。后任中共山东分局组织部秘书、干事，胶东区党委组织部干部科副科长，中共莱东县委书记，五龙县委书记。1947年7月至1948年12月，担任中共南海地委副书记。
1949年4月23日，解放军攻占常州，辛少波从胶东经由苏北于4月24日进驻常州，任中共常州地委副书记兼中共常州市委书记。1950年6月，接任地委书记。1952年4月，奉调苏南区党委工作。1966年5月至1967年1月，担任中共江苏省委常委、组织部部长。1972年11月至1976年10月，再任中共江苏省委组织部部长。后担任江苏省委纪律检查委员会第二书记，省人大常委会副主任等职务，省顾委副主任等职。2007年11月27日在南京逝世，享年93岁。